# Chonopeltis australis
Chonopeltis australis is een visluizensoort uit de familie van de Argulidae. De wetenschappelijke naam van de soort is voor het eerst geldig gepubliceerd in 1976 door Boxshall.